# ویکتوریا، شهرستان مارشال، میسیسیپی
ویکتوریا (به انگلیسی: Victoria) یک منطقهٔ مسکونی در ایالات متحده آمریکا است که در شهرستان مارشال، میسیسیپی واقع شده‌است. ویکتوریا ۱۲۴٫۹۷ متر بالاتر از سطح دریا واقع شده‌است.